# Rick Charls

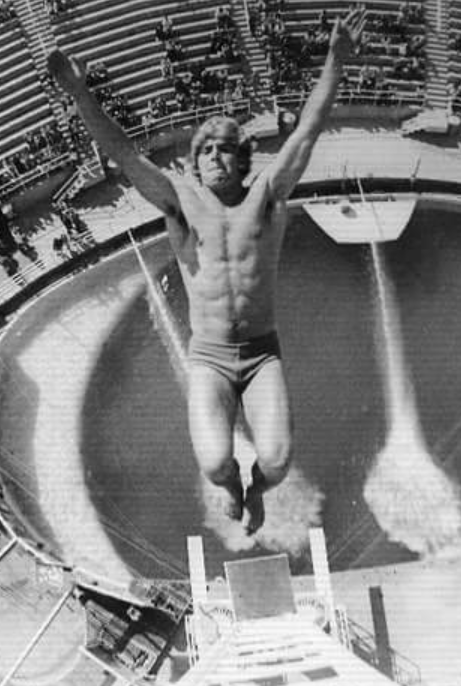
Rick Charls während eines Turmabsprungs

Rick Charls ist ein ehemaliger US-amerikanischer Turmspringer, der zusammen mit vier weiteren Extremsportlern den Weltrekord des höchsten Turmsprungs aus 52 Metern Höhe hielt.

## Hintergrund
Charls, stammt aus Cincinnati in Ohio, war zweimaliger Wassersprung-Champion der Ohio University innerhalb der Wettkampfliga Mid-American Conference.

## Karriere
Charls stellte im März 1983 anlässlich der Veranstaltung „World Record High Dive Challenge“ seinen Rekord in der SeaWorld San Diego auf. Andere Springer, wie Rick Winters, Bruce Boccia, Mike Foley und Dana Kunze traten ebenfalls an und absolvierten aus gleicher Höhe den Sprung und gelten somit ebenfalls als Rekordhalter. Zuvor mussten alle Teilnehmer dieser Veranstaltung einen Qualifikationssprung aus 40 m unternehmen. Diese Veranstaltung wurde live von Millionen Menschen in der Sendung Wide World of Sports des Senders ABC verfolgt. Damit brachen sie einen Rekord aus dem Vorjahr aus der SeaWorld Orlando, der zwei Fuß (etwa 60 cm) geringer war. Zuvor lag der Rekord bei 40 Metern, der 1974 in Cypress Gardens aufgestellt wurde. Aufgrund der extremen Höhe ließe sich das, trotz künstlicher Turmkonstruktion, sportlich eher als Klippenspringen einordnen. Der Sprung wurde im Guinness-Buch der Rekorde aufgenommen und erhielt zudem einen Platz in der International Swimming Hall of Fame. Charls wurde außerdem 1980 Weltmeister im Tandem-Hochsprung und belegte den dritten Platz (Bronzemedaille) anlässlich der World Target High Diving Championships 1982 in Hawaii sowie bei den World Acrobatic High Diving Championships in der SeaWorld in Florida.
Seit 1983 versuchten viele Springer den Rekord zu brechen, erlitten jedoch beim Auftreffen auf die Wasseroberfläche Verletzungen und mussten gerettet werden. Gebrochen werden sollte der Rekord dann am 4. August 2015 vom brasilianisch-schweizerischer Extremsportler Laso Schaller. Bei einem 58,8-m-Sprung von einer Klippe am Wasserfall Cascata del Salto in den schmalen Fluss Riale del Salto im Tessiner Valle Maggia in der Schweiz. Er macht hierbei nur einen einfachen Fußsprung, keine einzige vertikale 180-Drehung und erlitt zudem Bänderverletzungen, was Hilfe von außen nötig machte. Im Prinzip verstößt das gegen die klassischen Regeln dieses Sports, was auch bei den ehemaligen Rekordhaltern von 1983 nicht gut ankommt.